# Glock
GLOCK Ges.m.b.H. (ochranná značka GLOCK) je rakouská zbrojovka, založená v roce 1963 Gastonem Glockem v Deutsch-Wagramu poblíž Vídně. Společnost se nejvíce proslavila výrobou pistolí s polymerovým rámem. Kromě toho ale rovněž vyrábí např. nože a polní lopatky. Pistole GLOCK jsou hojně používány v civilním sektoru pro sebeobranu, stejně jako bezpečnostními složkami po celém světě, zejména pak v Americe, kde jsou jednou z nejrozšířenějších zbraní.

## Historie

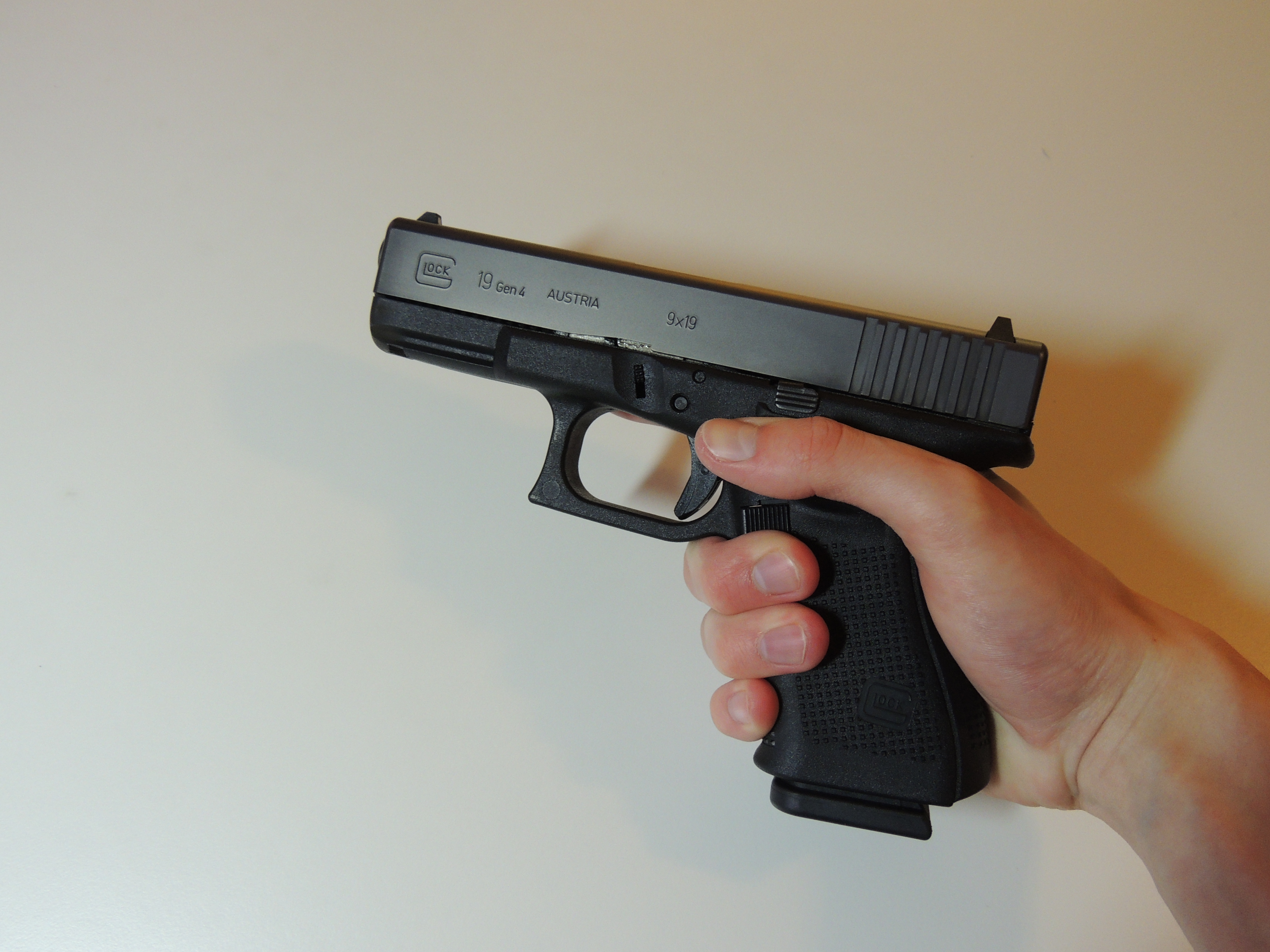
Glock 19 Gen 4

### Vývoj
V roce 1980 rakouská armáda oznámila, že hledá náhradu za zastaralé pistole z druhé světové války Walther P38. Rakouské ministerstvo vytvořilo 17 kritérií, která by měla nová služební zbraň splňovat:
1. Musí být samonabíjecí
2. Ráže 9x19
3. Zásobníky nesmí potřebovat asistenci při nabíjení
4. Minimální kapacita 8 nábojů
5. Všechny akce potřebné ke střelbě je možno vykonat jednou rukou
6. Pistole nesmí nechtěně vystřelit při pádu ze 2 metrů na železný podklad
7. Rozborka základních částí zbraně musí být proveditelná bez speciálních nástrojů
8. Údržba a čištění musí být možné bez speciálních nástrojů.
9. Nová zbraň se nesmí skládat z více než 58 dílů (což je počet dílů P38)
10. Měření a testování nesmí být potřebné k dlouhodobému udržování zbraně.
11. Výrobce musí poskytnout všechny nákresy zbraně armádě a ministerstvu obrany
12. Všechny části musí být snadno vyměnitelné
13. Na 10 000 výstřelů je povoleno pouze 20 selhání
14. Po vystřelení 15 000 ran, pistole bude zkontrolována a bude zjištěno opotřebování. Pak z ní bude vystřelen přetlakový náboj s tlakem 5 000 barů (standardní náboj má 2 520 barů). Zbraň musí být po této zkoušce stále funkční
15. Při správném používání nesmí vyhozené nábojnice zasáhnout střelce.
16. Úsťová energie musí být minimálně 441.5 joulů.
17. Pistole, které dosáhnou méně než 70 procent bodů, budou diskvalifikovány.

Glock sestavil tým expertů z armády, policie a civilních kruhů a během tří měsíců vytvořil funkční prototyp. Nová zbraň byla pojmenována Glock 17 proto, že to byl sedmnáctý set technických nákresů společnosti. Po náročném testování rakouskou armádou se stal Glock 17 vítězem soutěže. V této soutěži porazil zbraně pěti již zavedených značek (Heckler & Koch nabídl jejich P7M8, P7M13 a P9S, SIG Sauer do soutěže šel s pistolemi P220 P226, Beretta nabídla jejich 92SB-F, FN Herstal přislíbil zmodernizovanou verzi Browning Hi-Power a Steyr vstoupil do soutěže s modelem GB. V roce 1982 byl Glock přijat rakouskou armádou jako P80 (Pistole 80). První objednávka činila 25 000 kusů zbraně.

### Přijetí dalšími zeměmi
Krátce po přijetí rakouskou armádou byl Glock 17 přijat jako armádní služební zbraň ve Švédsku a Norsku. Získal také certifikace NATO a stal se standardní služební zbraní této organizace.
Následovaly další země z celého světa, které pistole Glock začaly používat jako vojenské a policejní zbraně.

## Generace

### První generace – Gen 1
První generací, také nazývanou Gen 1 je myšlena originální pistole Glock vyráběná od roku 1982. Dá se snadno poznat, protože nemá žádnou texturu ani vyříznutí na prsty. Modernější modely Glock 26, 29, 34 a 35 se v první generaci vůbec nevyráběly.

### Druhá generace – Gen 2
V roce 1988 byla představena druhá generace pistolí Glock. Ta vylepšovala především úchop zbraně, který byl mnohem pohodlnější a zamezoval klouzání zbraně pří použití ve zhoršených podmínkách. Byla použita nová vratná pružina, vylepšena spoušť a byl představen nový zásobník.

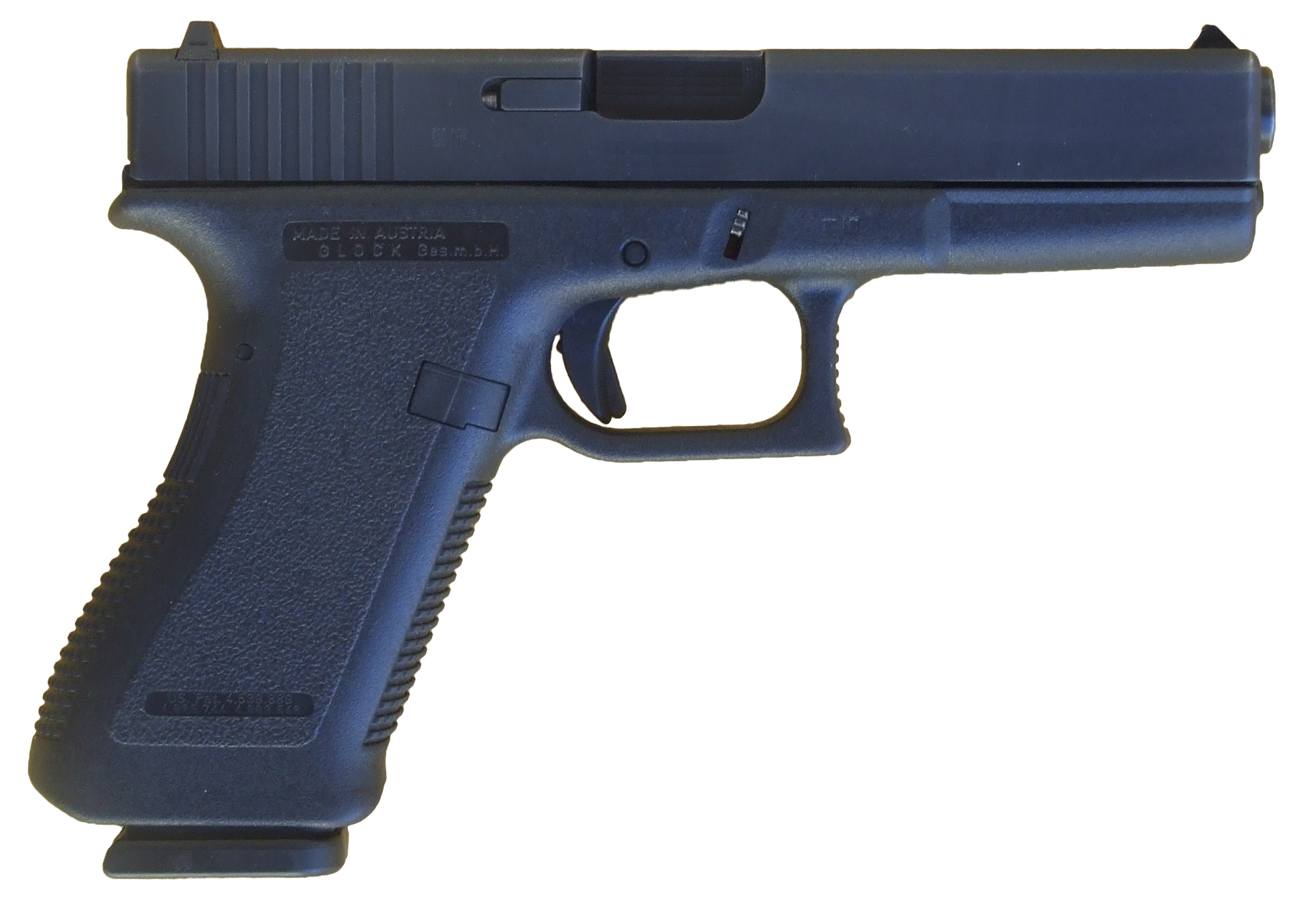

### Třetí generace – Gen 3
V roce 1996 byla představena již třetí generace, v té době už velmi oblíbeného designu Gastona Glocka. Největším vylepšením byla přidání oddělených výřezů na prsty a lišty pro upevnění svítilny nebo laseru na rám zbraně.

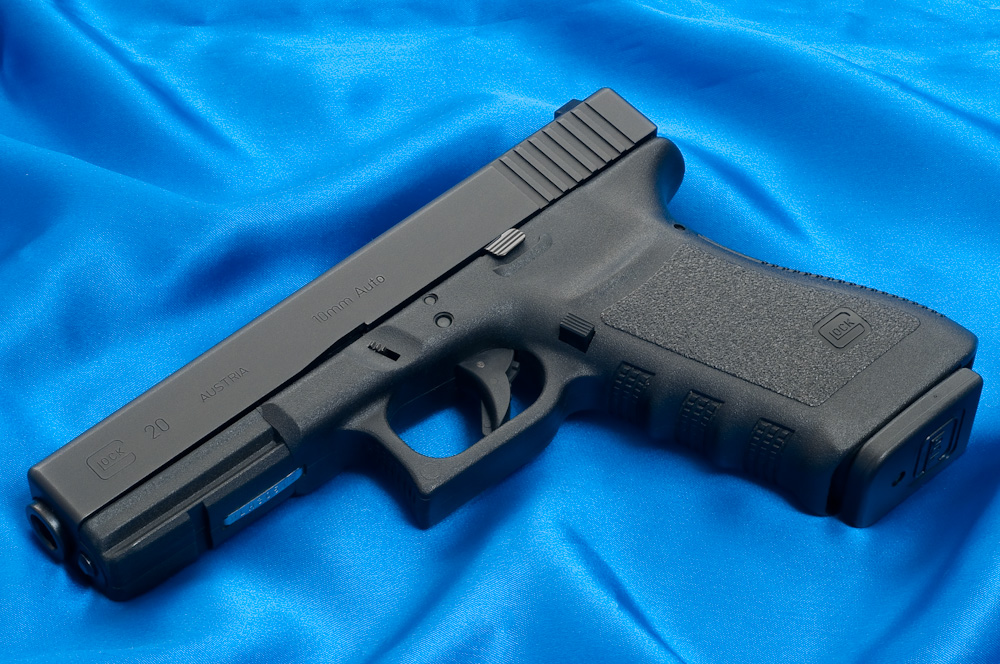

### Glock RTF 2
Pistole Glock RTF 2, někdy označované jako generace 3,5 měly novou texturu gripu, složenou z malých polymerových výstupků. Jedinou další změnou bylo zaoblené zoubkování na závěru, určené k natahování zbraně.

### Čtvrtá generace – Gen 4
Čtvrtá generace byla představená v roce 2010. Byla změněna textura gripu. Nový grip byl tvořen většími krychlovými tečkami v užším rozestupu než u předchozí generace RTF2.
Výraznou ergonomickou změnou byly výměnné hřbety, umožňující upravení tloušťky gripu podle velikosti ruky.
Další podstatnou změnou byla dvojitá vratná pružina, zmenšující zpětný ráz a umožňující rychlejší a přesnější střelbu.
Vypouštěč zásobníku byl zvětšen a umožňoval pohodlnější vypouštění zásobníku, i při použití rukavic.
Dále byly mírně pozměněny některé vnitřní části a menší pružiny.

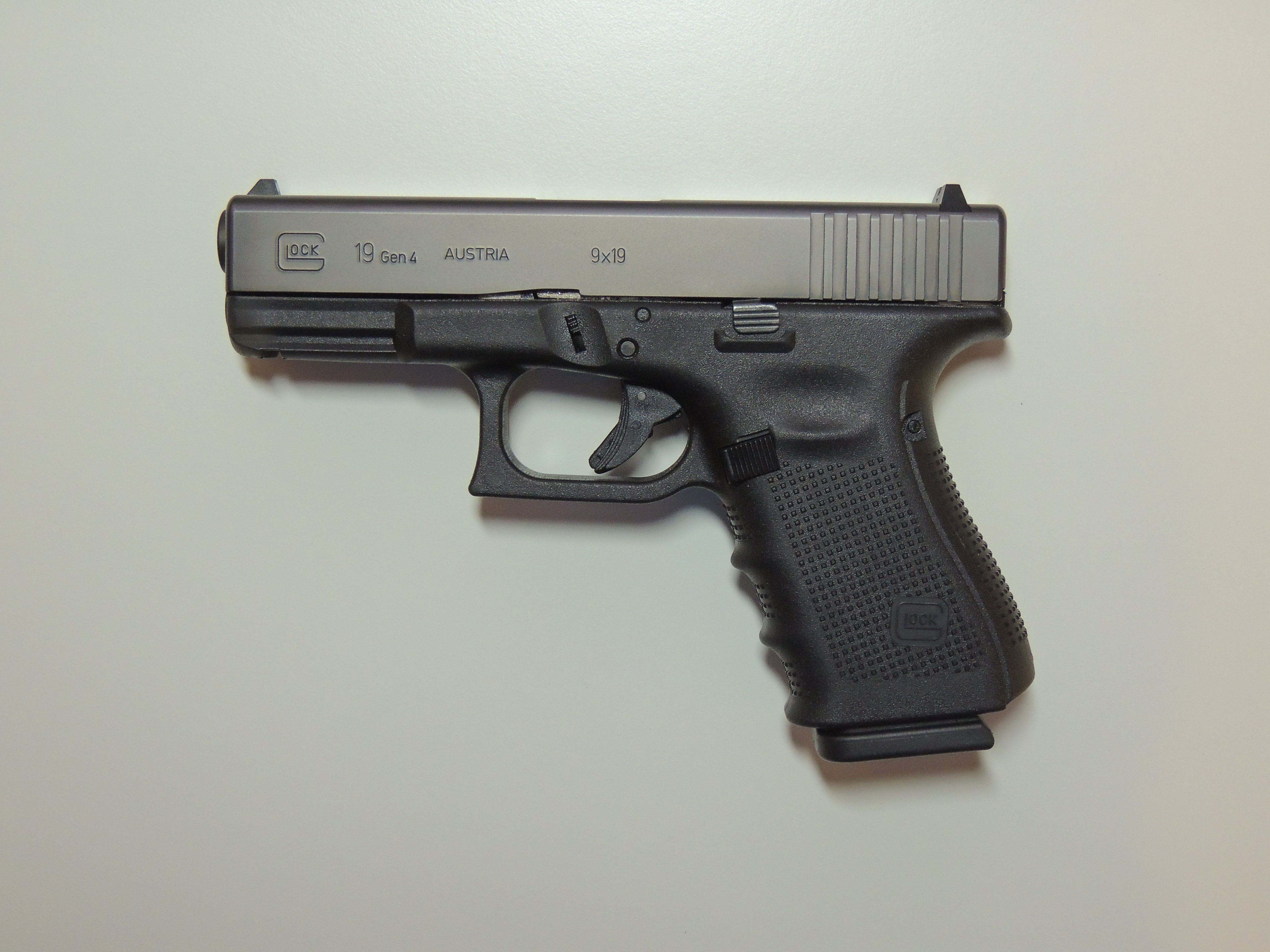
Glock 19 Gen 4

### Pátá generace – Gen 5
Uvedena v roce 2017. Podstatnější změny z pohledu uživatele:
Oboustranné ovládání záchytu závěru.
Změněný vývrt hlavně. Stále jde o hexagonální vývrt. V této variantě je nazýván GLOCK Marksman barrel.
Odstranění tvarování pro prsty na rukojeti.
Úpravy zásobníkové šachty: rozšířená vstupu a nové vybrání v přední části.
Úpravy zásobníku: zvětšené dno a oranžový podavač.
Některé drobné změny byly u některých modelů již v předchozí generaci. Například sražení hrany přední části závěru.

## Konstrukce zbraně

### Základní charakteristika
Výrazným konstrukčním prvkem pistolí GLOCK je plastový, konkrétně polymerový, rám. Plastový rám pistole nebyl poprvé uveden na pistolích GLOCK. Například německý výrobce Heckler & Koch uvedl na trh pistoli s plastovým rámem již v roce 1970. Jednalo se o model VP70.
Pistole GLOCK využívají tzv. částečně předepnutý bicí mechanismus. Natažením závěru dochází k jeho částečnému natažení, které je dokončeno až stiskem spouště při střelbě (podobným způsobem, jako u double action spouští). Pistole GLOCK mají zcela skrytý přímoběžný úderník s integrovaným zápalníkem. V dostupných zdrojích (například viz reference na manuál pro obsluhu zbraně) je používán pro název celé součástky jen pojem zápalník.
Tvar kolmého průřezu výstupku zápalníku, který provádí úder na zápalku je, na rozdíl od většiny ostatních výrobců, obdélníkový. To způsobuje charakteristický otisk na zápalce použitých nábojnic vystřelených z pistolí GLOCK. Do zápalky je vmáčknut trojúhelník.
Do čtvrté generace používaly pistole GLOCK variantu hexagonálního vývrtu hlavně. U páté generace byl tento vývrt inovován, ale jde stále o hexagonální vývrt (drážky klasické, ale pole mají oblý tvar, bez znatelných hran / oblíbeným omylem je spojení Glocku a polygonního vývrtu).
Pistole GLOCK je složena jen z malého množství součástek, například v porovnání s pistolí CZ 75. Přesný počet součástek se liší podle konkrétního modelu a je různými zdroji uváděn různě. Například český návod k použití uvádí 35 součástek s tím, že sestava vratné pružiny je považována za jeden díl.
GLOCK nazývá svůj systém „Safe Action“. Tento název je vztahován na celou konstrukci zbraně včetně dále popsaného způsob pojistek a další konstrukční rysy jako je například funkce bicího a spoušťového mechanismu.

### Velikosti
Plná velikost (Full size)
Standardní velikost, ve které byl Glock vyráběn již od první generace. Je vhodná zejména pro policejní a vojenské využití, sportovní střelbu a obranu domácnosti. Kvůli své velikosti není příliš vhodná pro skryté nošení, zejména uvnitř oděvu.
Full size modely: 17, 18, 22, 20, 21, 31, 37
Model 18 umožňuje střelbu dávkou.
Kompakt (Compact)

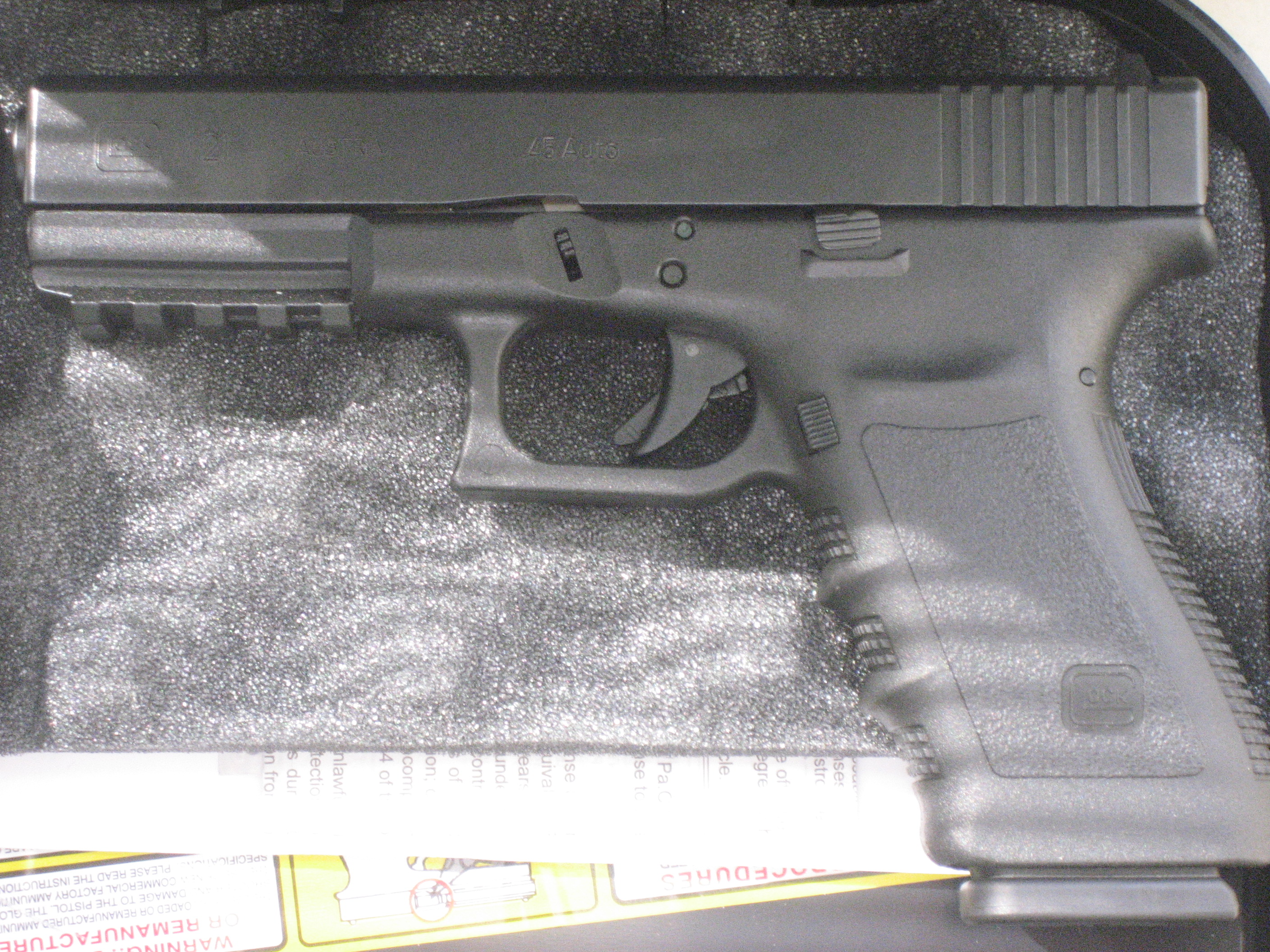
Glock 21 SF

Pistole z řady kompakt jsou kratší a lehčí. Mají i menší kapacitu originálního zásobníku. Rozdíl hmotnosti zbraně bez zásobníku je například u modelů 17 a 19 30 g (625 g a 595 g) a v délce závěru je rozdíl 12 mm (186 mm a 174 mm). I přes kompaktnější rozměry poskytují možnost plného úchopu a dokonce i použití stejných zásobníků jako modely označované Full size (Glock 19 může používat zásobník z Glocku 17 a 18). Jsou tak velmi univerzální a dají se použít jako služební zbraně i zbraně pro skryté nošení a obranu.
Modely: 19, 23, 38, 25, 32
Subkompakt (Subcompact)

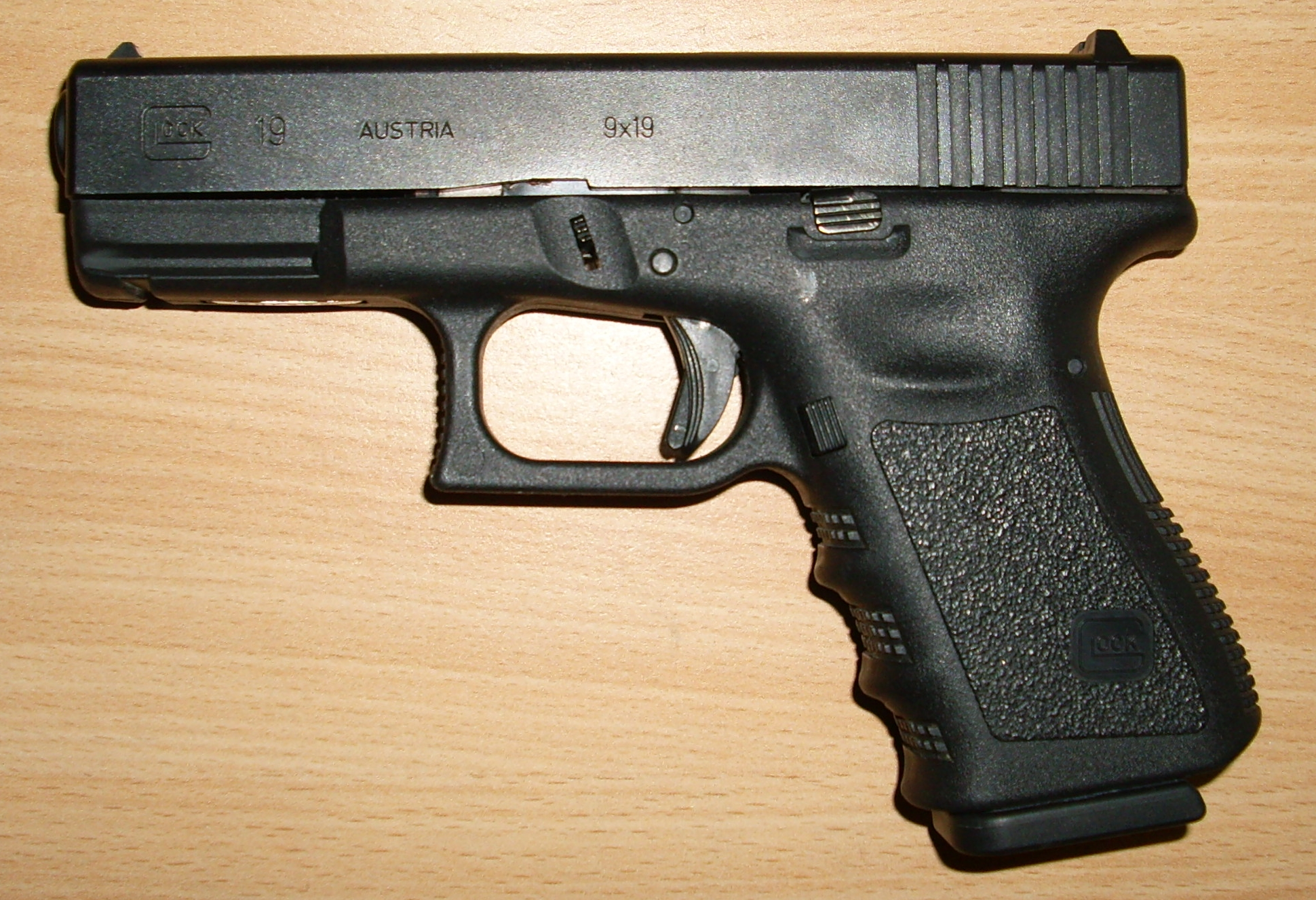
Glock 19

Nejmenší provedení pistolí Glock. Jsou určené převážně pro skryté nošení.
Šířka subkompaktů GLOCK prakticky shodná jako u modelů kompaktních a modelů v plné velikosti. Například u modelů 26, 19 a 17 je udávána shodná šířka zbraně 30 mm.
Modely: 26, 27, 29, 39, 30, 28, 33, 42, 43

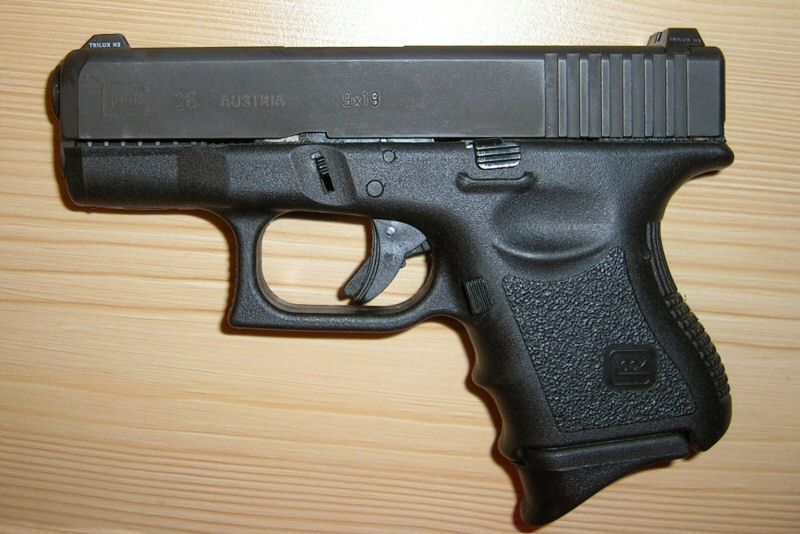
Glock 26

Subkompakt slimline (Subcompact slimline)
Do této kategorie spadají modely 36 (ráže .45 ACP), 42 (.380 ACP) a 43 (9 mm Luger). Tyto modely mají – na rozdíl od větších modelů, pouze jednořadý zásobník a menší celkové rozměry. Jsou tak vhodnou variantou pro skryté nošení. Kapacita standardního zásobníku u všech tří modelů je 6+1 (náboj v komoře). Zúžení zbraně modelů slimline činí například u modelu 36 1,5 mm (28,5 mm na rozdíl od 30 mm modelů 17, 19, 26).
Závodní (Competition)

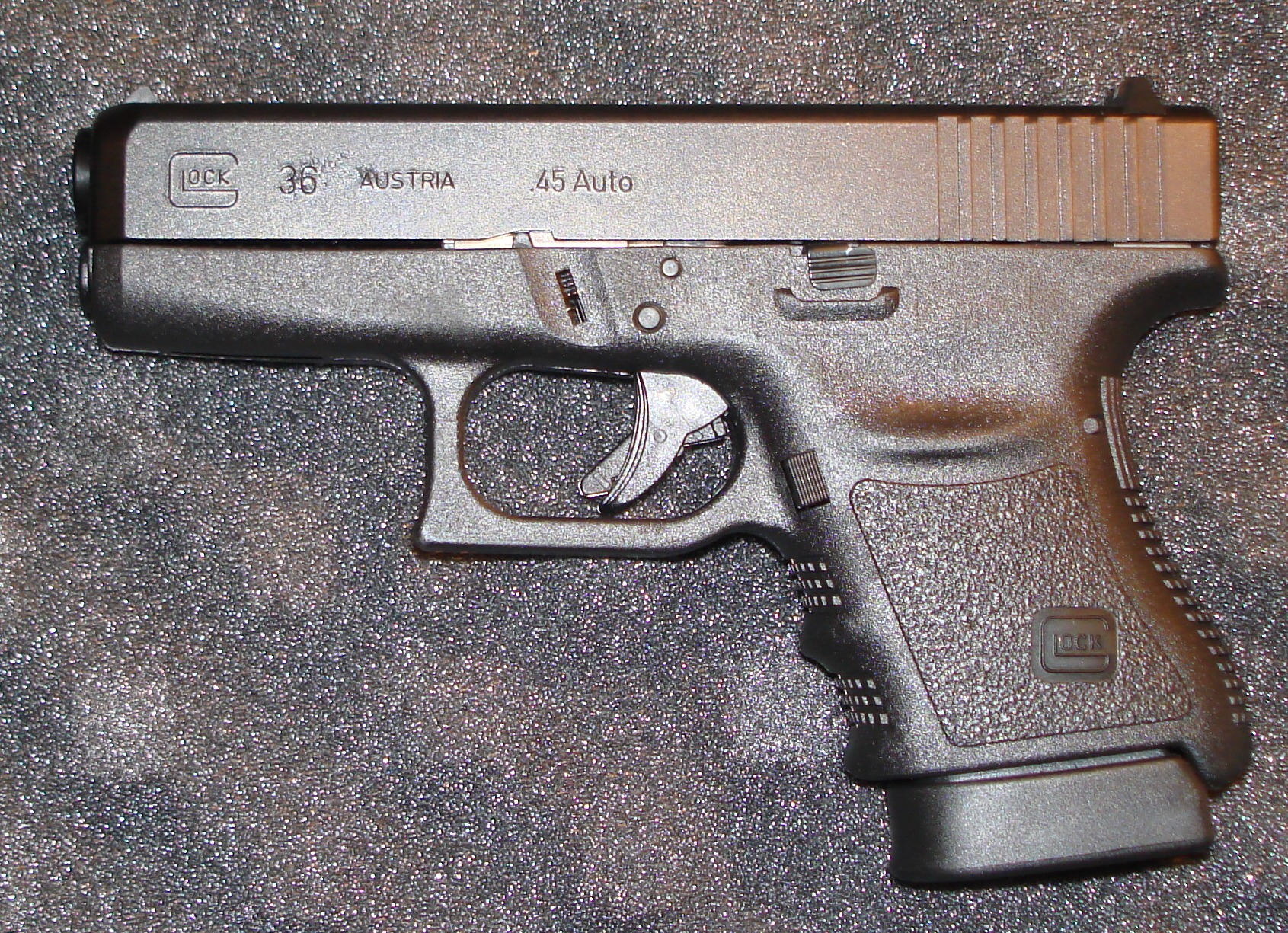
Glock 36

Tyto modely mají delší hlaveň a větší vzdálenost mezi mířidly, jsou proto vhodné pro závodní sportovní střelbu.
Modely: 34, 35, 41

### Bezpečnostní prvky
Pistole GLOCK používají vnitřní automatické pojistky a nemají žádnou samostatně ovládanou manuální pojistku. Všechny pojistky jsou postupně deaktivovány během tisknutí spouště.
Skládá se z těchto pojistek:
- Pojistka spouště – malá páčka uprostřed spouště jí zabraňuje v pohybu, dokud není páčka úplně zamáčknuta.
- Pojistka zápalníku – jde o součástku, která se pohybuje kolmo k zápalníku (úderníku). Pokud je zajištěna, tak je tlakem samostatné pružiny zatlačena do drážky v těle zápalníku. Tak je mechanicky bráněno úderu na zápalku dokud není zmáčknuta spoušť.
- Pojistka domečku spouště – pružina zápalníku tlačí v zajištěné poloze spoušťovou páku nad bezpečnostní rampu. Spoušťové táhlo tak nemůže uvolnit zápalník.

Pro tendr na pistoli pro americkou armádu firma vyvinula model G19 MHS (Modular Handgun System), který byl z důvodů armádního zadání vybaven manuální pojistkou. Na jeho základu firma začala dodávat na civilní trh typ Glock 19X („Crossover“), který již manuální pojistku opět nemá.

## Mýtus plastové pistole
V době svého uvedení způsobily pistole GLOCK rozruch svým plastovým rámem. Média ochotně šířila zprávu, že tato pistole projde nepovšimnuta detekčním rámem na letišti i rentgenem zavazadel. To samozřejmě není pravda – 83 % hmotnosti GLOCKu tvoří klasická ocel a navíc jsou plastové části z tzv. Polymeru 2, který je na rentgenu vidět.

## GLOCKy ve filmech

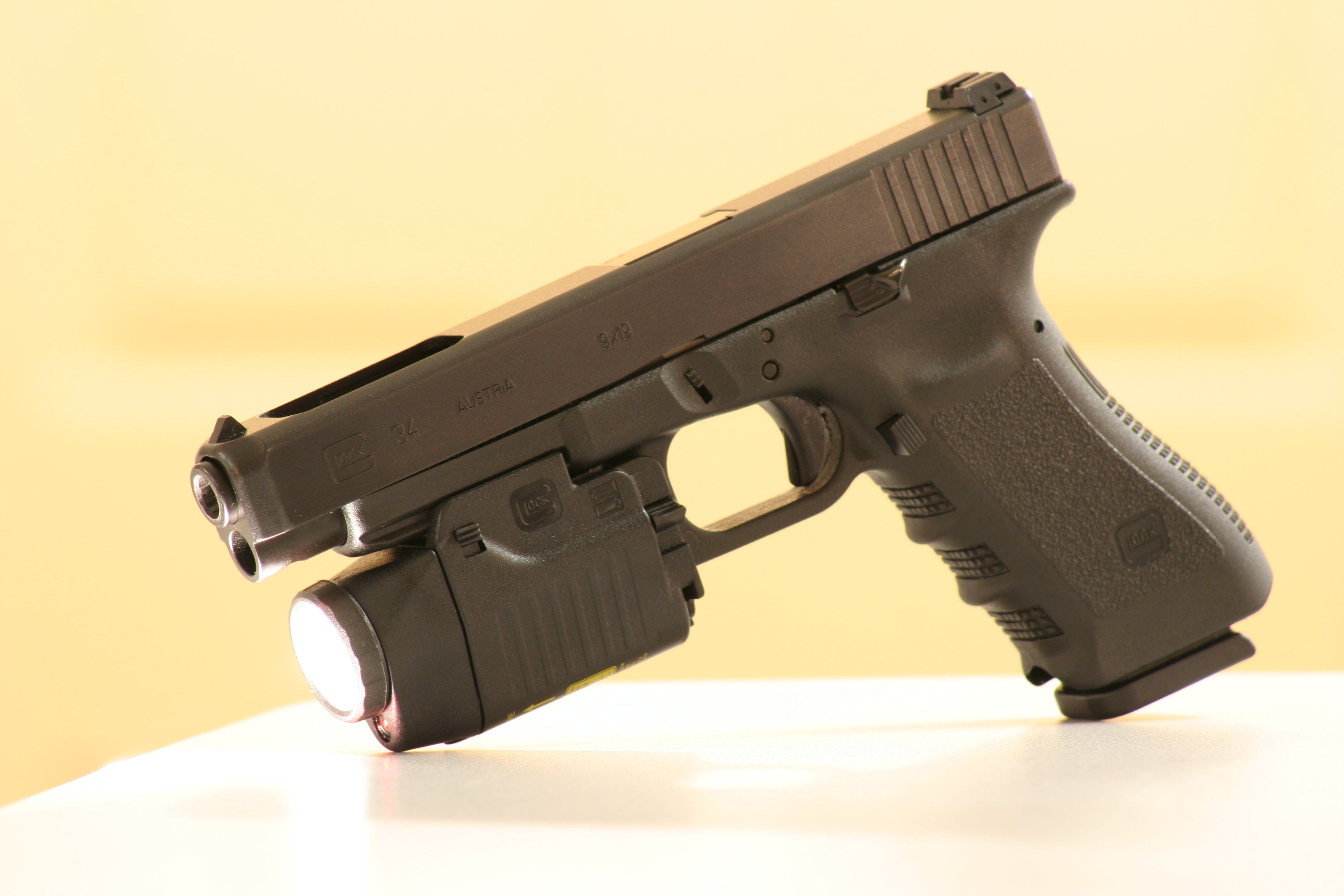
Glock 34 se svítilnou

Pistole GLOCK se často objevují ve filmech a seriálech už kvůli tomu, že je používá většina složek americké policie. Často se ale setkáme s tím, že když ve filmu někdo na někoho namíří GLOCKa, slyšíme zvuk klasického natažení kohoutku, jako např. u revolveru nebo pistolí klasické konstrukce. Pistole GLOCK nemají vnější kohout a nemohou tedy vydávat žádný podobný zvuk. Zápalník je neustále částečně předepnut a vypustit se dá jen vybitím zbraně a stiskem spouště.
Občas se filmu objeví scéna, kdy GLOCK nebo jiná zbraň vystřelí po pádu na zem, což je v dnešní době prakticky nemožné, zvláště u GLOCKa. Byly prováděny testy, při kterých byly pistole GLOCK pouštěny z výšky na betonový povrch, a dopadly velice úspěšně. Pro úplnou bezpečnost je ale samozřejmě nutná bezpečná manipulace se zbraní, čili prst nesmí být na spoušti, dokud střelec nemíní vystřelit.

## ka-BOOM! nebo kB!
Tento termín, vymyšlený zbraňovým novinářem Deanem Speirem, popisuje explozivní poruchu palné zbraně, většinou se závažnými, nebo dokonce smrtelnými následky. U GLOCKů ka-BOOM! většinou zničí zbraň a střelec vyvázne s lehkým zraněním.
Problém ohledně bezpečnostních standardů GLOCKů vyvstal poté, co došlo k několika případům explozivního selhání u pistolí dodaných policejním oddělením v USA. Při výstřelu dochází k prasknutí nábojnice a to způsobí explozi, která zničí zbraň a poraní střelce.
Za možnou příčinu problému je považována příliš velká (volná) a částečně otevřená komora u pistolí v rážích .40 S&W, .45 ACP, .357 SIG a 10 mm. Komora není vzadu u skluzavky zcela uzavřená kvůli zvýšení spolehlivosti. V kombinaci s olověnými střelami nebo přebíjenými náboji může dojít k prasknutí nábojnice. Následná prudká expanze plynů do komory vede ke zničení rámu a vyražení zásobníku ze zbraně. Délka skluzu byla u Gen 3 zkrácena.
GLOCK na svou obranu uvádí, že v manuálu informuje střelce o riziku spojeném s přebíjenou municí. Pokud střelec používá tovární munici s plášťovými střelami a správně čistí zbraň, tak pistole bezpečně funguje. Příznivci GLOCKů také poukazují, že kB! nastává i v jiných zbraních a že většina případů byla způsobena špatným přebíjeným střelivem nebo znečištěnou hlavní. Přesto pokračuje kontroverze ohledně částečně otevřené komory. Kritici tvrdí, že není nezbytná.
Kvůli specifickému tvaru vývrtu GLOCKů by střelci neměli používat olověné nemazané střely, protože zbytky olova se usazují ve vývrtu, snižují jeho průměr a tím se zvyšuje tlak v hlavni při výstřelu. To může vyústit v poškození komory. Řešením je použití střel, které obsahují mazadlo v drážce těla střely.

## Popularita
Jméno GLOCK v Americe zlidovělo a používá se pro jakoukoli drahou černou pistoli. Pistole GLOCK se také staly módním doplňkem rapperů jako byl např. Tupac Shakur nebo 50 Cent, v jejichž textech se jméno GLOCK vyskytuje poměrně často.
GLOCKy jsou v současnosti nejpoužívanější zbraní amerických policejních složek. Zastoupení podle počtu prodaných zbraní se odhaduje na 60 %. Americká FBI vybavuje své agenty GLOCKem 22 nebo 23 (podle přání agenta). A také jsou známé v ganzích.
Pistole GLOCK jsou známé a oblíbené pro svoji spolehlivost. Díky svému jednoduchému a houževnatému designu jsou schopné fungovat za extrémních podmínek.

## Tabulka modelů
| Model | Ráže           | Celková délka (mm) | Délka hlavně (mm) | kapacita zásobníku         | Hmotnost (g) |
| ----- | -------------- | ------------------ | ----------------- | -------------------------- | ------------ |
| 17    | 9 mm Luger     | 186                | 114               | 10, 17, 19, 31, 33         | 703          |
| 17C   | 9 mm Luger     | 186                | 114               | 10, 17, 19, 31, 33         | 698          |
| 17L   | 9 mm Luger     | 225                | 153               | 10, 17, 19, 31, 33         | 748          |
| 18    | 9 mm Luger     | 185                | 114               | 10, 17, 19, 31, 33         | 702          |
| 18C   | 9 mm Luger     | 185                | 114               | 10, 17, 19, 31, 33         | 667          |
| 19    | 9 mm Luger     | 174                | 102               | 10, 15, 17, 19, 31, 33     | 665          |
| 19C   | 9 mm Luger     | 174                | 102               | 10, 15, 17, 19, 31, 33     | 656          |
| 19M   | 9 mm Luger     | 174                | 102               | 10, 15, 17, 19, 31, 33     | 665          |
| 19X   | 9 mm Luger     | 174                | 102               | 17, 19, 31, 33             | 704          |
| 20    | 10 mm Auto     | 193                | 117               | 10, 15                     | 860          |
| 20C   | 10 mm Auto     | 193                | 117               | 10, 15                     | 850          |
| 21    | .45 ACP        | 193                | 117               | 10, 13                     | 833          |
| 21C   | .45 ACP        | 193                | 117               | 10, 13                     | 823          |
| 22    | .40 S&W        | 186                | 114               | 10, 15                     | 728          |
| 22C   | .40 S&W        | 186                | 114               | 10, 15                     | 717          |
| 23    | .40 S&W        | 174                | 102               | 10, 13                     | 670          |
| 23C   | .40 S&W        | 174                | 102               | 10, 13                     | 663          |
| 24    | .40 S&W        | 225                | 153               | 10, 15                     | 835          |
| 24C   | .40 S&W        | 225                | 153               | 10, 15                     | 835          |
| 25    | 9 mm Browning  | 174                | 102               | 15                         | 638          |
| 26    | 9 mm Luger     | 160                | 88                | 10, 12, 15, 17, 19, 31, 33 | 616          |
| 27    | .40 S&W        | 160                | 88                | 9                          | 620          |
| 28    | 9 mm Browning  | 160                | 88                | 10                         | 585          |
| 29    | 10 mm Auto     | 172                | 96                | 10                         | 768          |
| 30    | .45 ACP        | 172                | 96                | 10                         | 751          |
| 31    | .357 SIG       | 186                | 114               | 15                         | 738          |
| 31C   | .357 SIG       | 186                | 114               | 15                         | 733          |
| 32C   | .357 SIG       | 174                | 102               | 13                         | 675          |
| 33    | .357 SIG       | 160                | 88                | 10                         | 620          |
| 34    | 9 mm Luger     | 207                | 135               | 10, 17, 19, 31, 33         | 728          |
| 35    | .40 S&W        | 207                | 135               | 10, 15                     | 773          |
| 36    | .45 ACP        | 172                | 96                | 6                          | 638          |
| 37    | .45 GAP        | 189                | 116               | 10                         | 740          |
| 38    | .45 GAP        | 174                | 102               | 8                          | 685          |
| 39    | .45 GAP        | 160                | 88                | 6                          | 548          |
| 41    | .45 ACP        | 226                | 135               | 10,13                      | 765          |
| 42    | 9 mm Browning  | 151                | 82,5              | 6                          | 390          |
| 43    | 9 mm Luger     | 154                | 86                | 6                          | 459          |
| 43X   | 9 mm Luger     | 154                | 86                | 10                         | 530          |
| 44    | .22 Long Rifle | 174                | 102               | 10                         | 358          |
| 45    | 9 mm Luger     | 174                | 102               | 17, 19, 31, 33             | 704          |
| 46    | 9 mm Luger     | 187                | 97                | 15, 17, 19, 31, 33         | 607          |
| 47    | 9 mm Luger     | 186                | 114               | 17, 19, 31, 33             | 703          |
| 48    | 9 mm Luger     | 174                | 106               | 10                         | 587          |

Pro upřesnění – označení C u modelu znamená verzi s kompenzátorem zdvihu. Např. Glock 17C a 18C se používá u důstojníků rakouské armády. Písmeno L označuje zbraně s prodlouženou hlavní pro větší přesnost.